# Tomàs López Torregrosa
Tomàs López Torregrosa, més conegut pel seu segon cognom i com mestre Torregrosa (Alacant, 24 de setembre de 1868 - Madrid, 23 de juny de 1913) va ser un compositor valencià que es va dedicar fonamentalment a la sarsuela, havent compost alguns títols dels més recordats del « género chico ».
Havent destacat en el terreny musical i animat per Ruperto Chapí, es va traslladar a Madrid, on abans de complir els 20 anys va ser nomenat director musical del Teatro Apolo. Aquest teatre va ser l'impulsor del « género chico », també anomenat « teatro por horas » o « por secciones », que consistia a representar obres líriques curtes — generalment quatre per dia — podent triar el públic l'assistència a la representació completa o només a algunes de les obres.
Torregrosa es va dedicar completament al « género chico », component obres en solitari o, molt sovint, en col·laboració amb Joaquín Valverde y Sanjuán — més conegut com a Quinito Valverde —, Manuel Nieto i Matañ o Apolinar Brull. Va debutar com a compositor l'any 1896, amb l'obra La banda de trompetas
Cal reconèixer a Torregrosa la seua capacitat per a reflectir els ambients típics madrilenys, habituals en el « género chico ». Encara que va compondre una gran quantitat de sarsueles, només han sobreviscut tres: La fiesta de San Antón (1898), amb llibret de Carlos Arniches; El pobre Valbuena (1904), composta en col·laboració amb Quinito Varverde amb llibret de Carlos Arniches y Enrique García Álvarez i El santo de la Isidra (1898) amb llibret de Carlos Arniches.